# Йост Гюнтер (Барби-Мюлинген)
Йост Гюнтер фон Барби-Мюлинген (на немски: Jobst Günther Graf von Barby-Mühlingen; * 15 октомври 1598 в Мюлинген; † 19 април 1651 в замък Валтерниенбург в Цербст) е граф на Барби-Мюлинген в Саксония-Анхалт.
Той е син на граф Йост II фон Барби-Мюлинген-Розенбург (1544 – 1609) и втората му съпруга София фон Шварцбург-Рудолщат (1579 – 1630), дъщеря на граф Албрехт VII фон Шварцбург-Рудолщат (1537 – 1605) и графиня Юлиана фон Насау-Диленбург (1546 – 1588). Брат е на граф Албрехт Фридрих (1597 -1641) и на графиня Агнес Елизабет (1600 – 1651), омъжена на 18 юни 1633 г. за граф Йохан Мартин фон Щолберг (1594 – 1669).
През октомври 1605 г. Йост Гюнтер се записва заедно с брат си Албрехт Фридрих да следва в университет Leucorea във Витенберг. Когато баща му умира през 1609 г., майка му управлява сама до смъртта си през 1630 г. Двамата братя управляват заедно наследството си до подялбата през 1641 г.
Йост Гюнтер е приет в литературното общество „Fruchtbringende Gesellschaft“.
Граф Йост Гюнтер фон Барби-Мюлинген умира неженен и бездетен на 52 години на 19 април 1651 г. в замък Валтерниенбург, днес част от град Цербст и близо до Барби.
Гробницата на графовете на Барби се намира в църквата Св. Йоан в Барби на Елба.